# تگزاس (آلاباما)
تگزاس (به انگلیسی: Texas) یک منطقهٔ مسکونی در ایالات متحده آمریکا است که در شهرستان ماریون، آلاباما واقع شده‌است. تگزاس ۱۲۸٫۰۲ متر بالاتر از سطح دریا واقع شده‌است.